# Sijiazi
Sijiazi (kinesiska: 四家子, 四家子镇) är en köping i Kina. Den ligger i den autonoma regionen Inre Mongoliet, i den norra delen av landet, omkring 710 kilometer öster om regionhuvudstaden Hohhot. Antalet invånare är 43973. Befolkningen består av 21 131 kvinnor och 22 842 män. Barn under 15 år utgör 16,0 %, vuxna 15-64 år 74 %, och äldre över 65 år 8,0 %.
Genomsnittlig årsnederbörd är 712 millimeter. Den regnigaste månaden är juni, med i genomsnitt 176 mm nederbörd, och den torraste är januari, med 2 mm nederbörd.